# Macrolobium huberianum
Macrolobium huberianum är en ärtväxtart som beskrevs av Adolpho Ducke. Macrolobium huberianum ingår i släktet Macrolobium och familjen ärtväxter. IUCN kategoriserar arten globalt som livskraftig.

## Underarter
Arten delas in i följande underarter:
- M. h. huberianum
- M. h. pubirachis